# Julius Bredt
Pour les articles homonymes, voir Bredt.
Konrad Julius Bredt, né le 29 mars 1855 à Berlin et mort le 21 septembre 1937 à Aix-la-Chapelle, est un chimiste allemand.

## Biographie
Konrad Julius Bredt est le fils de l'administrateur et homme politique Wilhelm August Bredt (de) (1817-1895), dont il hérite de la villa au 6 Hauptstraße à Bad Honnef. Il obtient son doctorat sous la direction de Rudolph Fittig à l'Université de Strasbourg. Il s'installe ensuite à l'université de Bonn, où il s'habilite en 1889, puis devient Privat-docent et, à partir de 1897, professeur titulaire. Il est ensuite nommé pour succéder à Ludwig Claisen comme professeur de chimie organique à l'Université technique d'Aix-la-Chapelle, où il enseigne jusqu'à sa retraite en 1923.
La loi de Bredt (Bredtsche Regel), qu'il publie en 1924, porte le nom de Bredt, selon laquelle une liaison double ne peut être située sur un atome de tête de pont d'un composé bicyclique en raison de la tension annulaire qui se produit alors. Bredt est le premier à décrire la structure du camphre et est pendant de nombreuses années rédacteur en chef du Journal für praktische Chemie. En 1936, il est élu membre de l'Académie des savants de Leopoldine.
Pour ses mérites, Bredt est nommé Dr. med. E. h. par l'Université de Bonn et Dr. Ing. E. h. par la RWTH d'Aix-la-Chapelle en 1925. Sa fille adoptive Maria Lipp, née Bredt-Savelsberg, travaille ensuite comme chimiste, se consacrant également au camphre. Elle est la première doctorante, professeure et professeure titulaire de la TH Aix-la-Chapelle.
Julius Bredt est inhumé dans le vieux cimetière de Bad Honnef.